# 서울농학교
서울농학교는 서울특별시 종로구 신교동에 소재하는 국립 특수학교이다. 청각장애 학생들을 위한 교육환경을 만들기 위해 유치원, 초등학교, 중학교, 고등학교, 전공과 과정이 통합된 형태의 학교이다.

## 연혁
- 1913년 4월 1일: 제생원에 맹아부를 설립
- 1945년: 국립맹아학교로 변경
- 1952년: 서울맹아학교로 변경
- 1959년: 서울맹학교와 분리 및 서울농아학교로 변경
- 1988년: 서울선희학교로 변경
- 2002년: 서울농학교로 변경